# Яблоня восточная
Яблоня восточная — листопадное дерево, вид рода Яблоня (Malus) семейства Розовые (Rosaceae), эндемичный для Кавказа и частично Малой Азии.

## Ботаническое описание
Дерево высотой до 10—12 метров с шатровидной кроной. Молодые побеги тёмно-коричневые, кора на взрослых деревьях тёмно-серого цвета.
Листья различной формы (от широколанцетных до овальных), длиной до 8 см, обычно с клиновидным основанием, снизу более или менее опушённые. Край листовой пластинки пильчатый.
Цветки бело-розовые, на густо опушённых цветоножках, собраны в зонтики по 4—6 штук.
Плоды диаметром 2—4 см, различной формы и окраски, плодоножки короткие, густо опушённые. Вкус тоже различный, от терпко-кислого до сладкого.

## Экология и распространение
Яблоня восточная — единственный дикорастущий на Кавказе вид яблони. Распространён по всей территории Кавказа в лиственных лесах, часто растёт вместе с грушей и мушмулой, также произрастает в Малой Азии.
Теплолюбива, зимостойкость слабая. Отличается поздним цветением и поздним созреванием плодов. Плодоношение, как и у многих других видов яблони, периодическое (через год). Вид очень полиморфный, отмечается большое разнообразие как по форме листьев, так и по форме, окраске, вкусу и аромату плодов.

## Значение
Плоды иногда собираются местным населением для сушки на зиму.
Благодаря хорошей транспортабельности, вкусовым качествам и позднему созреванию этот вид является ценным для селекции. Как утверждает в своей книге П. М. Жуковский, многие кавказские и крымские, а также некоторые старые итальянские сорта яблони несут в себе гены яблони восточной.